# Kathisma

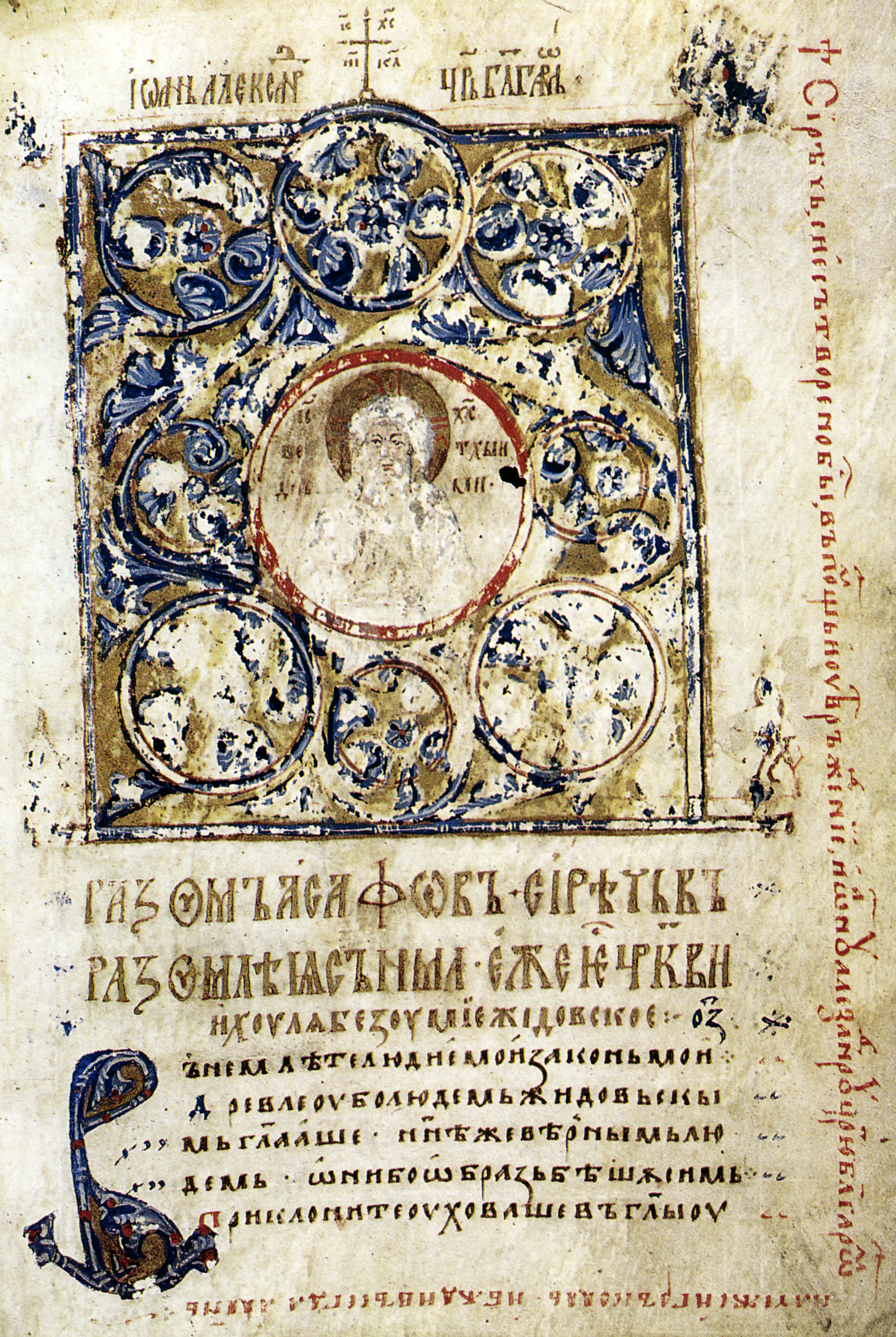
Psautier de Sofia, 1337.

Un kathisma (du grec ancien : κάθισμα, pluriel kathismata; slavon d'église : каѳисма, kafisma, « siège ») est une division des psaumes en usage dans les Églises d'Orient – Églises orthodoxes et Églises catholiques de rite byzantin.

## Psaumes

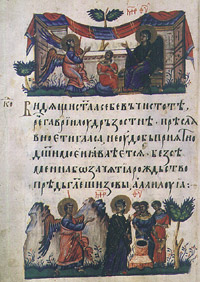
Page du psautier de Tomić, Bulgarie, 1360.

Aux origines du christianisme, les ermites au désert récitaient le psautier chaque jour. Avec le cénobitisme, la pratique de chanter les psaumes en commun se répandit ; ceux-ci devinrent le fondement de l'office quotidien, accompagnés d'hymnes, de prières, de lectures de l'Écriture. La coutume de lire les cent-cinquante psaumes durant la semaine s'établit.
Pour faciliter cette pratique, les cent-cinquante psaumes furent divisés en vingt sections appelées kathismas, littéralement « assis ». Ce terme provient du fait que, tel que le rite se développa à Jérusalem et à Constantinople, les psaumes étaient lus par l'un des frères et que les autres, assis, écoutaient attentivement.
Chaque kathisma est à son tour divisé en trois stases (du grec ancien : στάσεις, staseis, « action de se tenir debout »), parce qu'à la fin de chaque stase, le lecteur dit « Gloire au Père et au Fils et au Saint Esprit » et que tous se lèvent en l'honneur du Saint Esprit.
La division des psaumes en kathismas et en stases est la suivante. Les psaumes sont numérotés selon la Septante, pour la correspondance entre la numérotation massorétique et celle de la Septante, voir Découpage et numérotation des psaumes.
| Kathisma | Stase 1  | Stase 2    | Stase 3     |
| -------- | -------- | ---------- | ----------- |
| I        | 1-3      | 4-6        | 7-8         |
| II       | 9-10     | 11-13      | 14-16       |
| III      | 17       | 18-20      | 21-23       |
| IV       | 24-26    | 27-29      | 30-31       |
| V        | 32-33    | 34-35      | 36          |
| VI       | 37-39    | 40-42      | 43-45       |
| VII      | 46-48    | 49-50      | 51-54       |
| VIII     | 55-57    | 58-60      | 61-63       |
| IX       | 64-66    | 67         | 68-69       |
| X        | 70-71    | 72-73      | 74-76       |
| XI       | 77       | 78-80      | 81-84       |
| XII      | 85-87    | 88         | 89-90       |
| XIII     | 91-93    | 94-96      | 97-100      |
| XIV      | 101-102  | 103        | 104         |
| XV       | 105      | 106        | 107-108     |
| XVI      | 109-111  | 112-114    | 115-117     |
| XVII     | 118:1-72 | 118:73-131 | 118:132-176 |
| XVIII    | 119-123  | 124-128    | 129-133     |
| XIX      | 134-136  | 137-139    | 140-142     |
| XX       | 143-144  | 145-147    | 148-150     |

Les kathismas sont répartis entre les Vêpres et l'Orthros pour que les cent-cinquante psaumes soient lus au cours de la semaine. Il y a normalement un kathisma aux Vêpres et deux ou trois à l'Orthros, selon le jour et le temps liturgique. La veille des dimanches et les nuits qui suivent les vigiles nocturnes, on ne dit pas de kathisma aux Vêpres. Lors du Grand Carême, on chante aussi des kathismas aux Petites Heures, de manière que le psautier soit dit deux fois dans la semaine. En plus des cent-cinquante psaumes, le psautier contient les neuf cantiques bibliques. On les chante à l'Orthros et durant le Grand Carême.
Le kathisma XVII, composé du seul psaume 118 ou Psaume de la Loi est une partie importante de l'Orthros des samedis, de certains dimanches et du service funèbre. Le Livre des psaumes est entièrement dit à voix haute ou chanté auprès du défunt dans la période qui sépare la mort des funérailles, suivant ainsi la tradition juive ; cette coutume est une part importante de la veillée funèbre. Au cours de la lecture des psaumes à la veillée funèbre, des hymnes et ecténies dédiées au défunt sont chantées entre chaque kathisma ; elles sont fréquemment imprimées à la fin des psautiers.
Certains monastères possèdent une règle selon laquelle chaque moine dit plusieurs kathismas, seul dans sa cellule, en plus de ceux qui ont été chantés en commun lors de l'office. Au xxe siècle, certains chrétiens laïcs pratiquent une lecture continue des kathismas les jours de semaine, trois fois par jour, un kathisma par jour, de façon à dire le psautier entier en quatre semaines.
Dans le rite syriaque oriental, le psautier est divisé en sections, similaires aux kathismas, appelées hulali.

## Hymnes
Le terme kathisma désigne aussi un ensemble de tropaires (ou hymnes) chanté après chaque kathisma à l'Orthros. Ils peuvent être précédés d'une ecténie, selon le typicon en usage et les propres du jour. En slavon d'église, on les appelle sedálen, de sediti « s'assoir » (voir le latin : sedere)
On donne le même nom aux hymnes chantées après la troisième ode du canon.

## Stalles

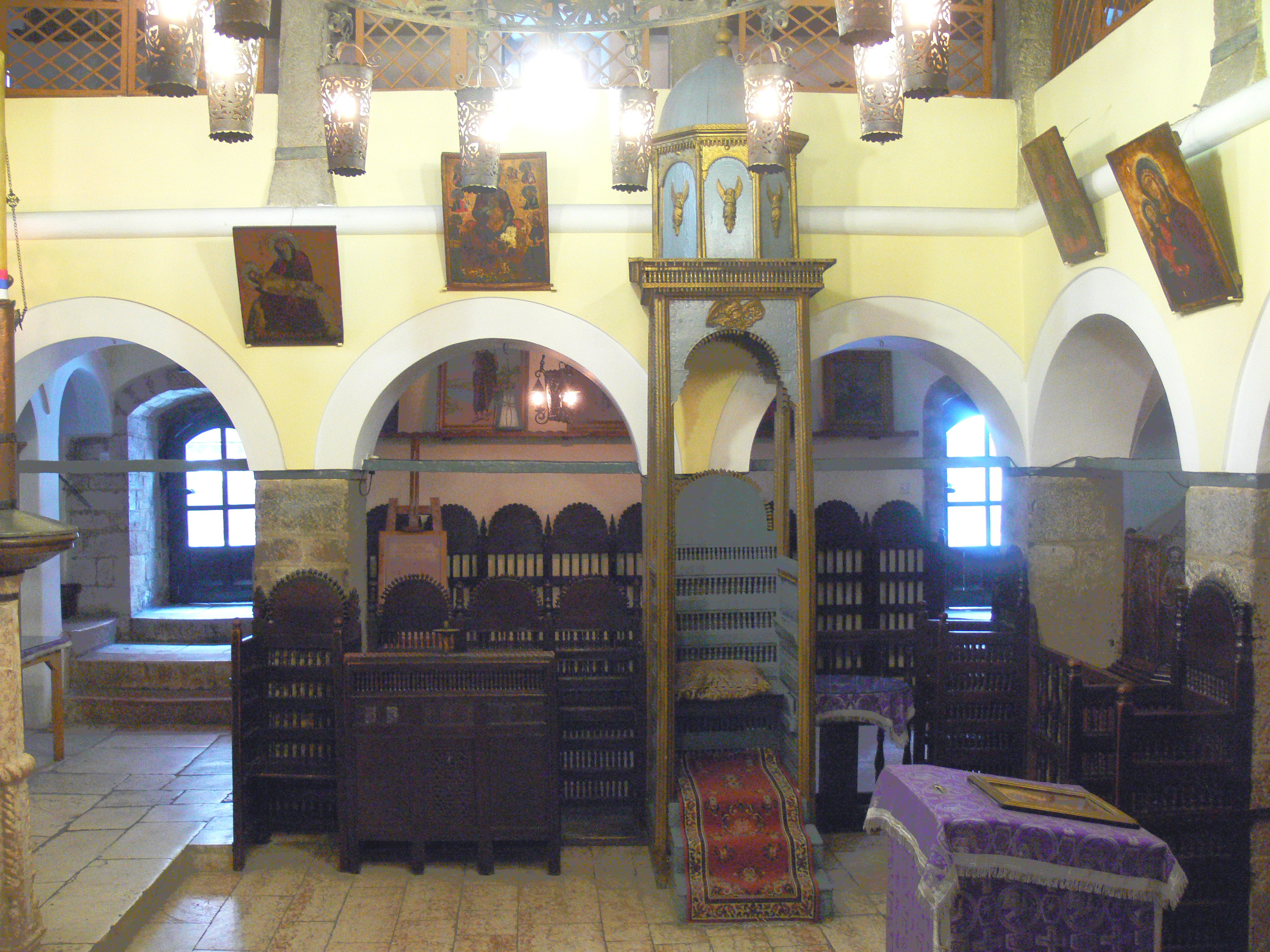
Kathismas (stalles) de bois dans une vieille église orthodoxe de Sarajevo. Le kathisma plus haut, avec un baldaquin, est destiné à l'évêque.

Le troisième emploi de kathisma renvoie au sens initial de « siège » (il est apparenté aux mots cathèdre et chaire). Ce mot désignait la loge impériale de l'hippodrome de Constantinople. En ce sens, les kathismas (appelés aussi stasidia) sont les stalles en usage dans les monastères orthodoxes. Ce sont des sièges avec des accoudoirs et un dossier fixé au mur. L'assise est amovible et peut se relever afin que le moine ou la moniale puisse se lever au cours du service. Souvent, le siège relevé comporte une miséricorde, crédence sur laquelle le religieux peut se reposer lorsqu'il lui faut se tenir longuement debout. Il y a deux rangées de kathismas : une sur la droite, appelée kliros (chœur) et une sur la gauche.
L'évêque dispose d'un kathisma spécial, plus orné que les autres. Ce siège est disposé à droite, du côté du chœur. Il est généralement plus élevé que les autres et souvent orné d'un baldaquin.

## Cellule monastique
Sur le mont Athos, tous les établissements monastiques de la République monastique du mont Athos dépendent de vingt Monastères souverains. Les plus petits de ces établissements, simples demeures pour un moine, sont appelés kathismas.

## Source
- (en) Cet article est partiellement ou en totalité issu de l’article de Wikipédia en anglais intitulé « Kathisma » (voir la liste des auteurs).